# Islambek Kuat
Islambek Kuat (tiếng Kazakh: Исламбек Ержанұлы Қуат; sinh ngày 12 tháng 1 năm 1993) là một cầu thủ bóng đá người Kazakhstan hiện đang thi đấu cho câu lạc bộ Astana và đội tuyển quốc gia Kazakhstan. Kuat đã ghi bàn thắng đầu tiên cho Kazakhstan vào ngày 10 tháng 10 năm 2015 trong trận thua 1–2 Hà Lan tại vòng loại UEFA Euro 2016.

## Sự nghiệp

### Câu lạc bộ
Ngày 30 tháng 12 năm 2019, FC Kairat đã xác nhận việc Kuat rời khỏi câu lạc bộ khi kết thúc hợp đồng. Ngày 1 tháng 1 năm 2020, câu lạc bộ Nga FC Orenburg thông báo đã ký hợp đồng với Kuat.

### Đội tuyển quốc gia
Ngày 3 tháng 9 năm 2015, anh ra mắt đội tuyển quốc gia Kazakhstan trong trận đấu với Cộng hòa Séc tại vòng loại UEFA Euro 2016. Ngày 10 tháng 10 năm 2015, anh đã ghi bàn thắng đầu tiên cho đội tuyển quốc gia trong trận thua Hà Lan với tỷ số 1–2.
Kuat trở nên rất nổi tiếng ở Thổ Nhĩ Kỳ, nhờ bàn thắng của anh vào lưới Latvia, giúp Thổ Nhĩ Kỳ trở thành đội đứng thứ ba tốt nhất tại vòng loại UEFA Euro 2016. Thậm chí còn có ý kiến cho rằng một con phố ở Istanbul nên được đặt tên  Kuat, trong khi hơn một người hâm mộ trên mạng xã hội hứa sẽ đặt tên cho con cái của họ để vinh danh tiền vệ này. Một tá người hâm mộ Thổ Nhĩ Kỳ đã tặng anh những quà và hoa, cảm ơn cá nhân anh trong trận đấu FC Kairat với FC Atyrau vào ngày 17 tháng 10.
Những năm gần đây, anh ra sân hầu hết các trận đấu của đội tuyển quốc gia.

## Thống kê sự nghiệp

### Câu lạc bộ
Tính đến ngày 14 tháng 4 năm 2021.
| Câu lạc bộ       | Mùa giải       | Giải quốc nội             | Giải quốc nội | Giải quốc nội | Cúp quốc gia | Cúp quốc gia | Châu lục | Châu lục | Khác | Khác | Tổng cộng | Tổng cộng |
| Câu lạc bộ       | Mùa giải       | Hạng đấu                  | Trận          | Bàn           | Trận         | Bàn          | Trận     | Bàn      | Trận | Bàn  | Trận      | Bàn       |
| ---------------- | -------------- | ------------------------- | ------------- | ------------- | ------------ | ------------ | -------- | -------- | ---- | ---- | --------- | --------- |
| Astana           | 2010           | Kazakhstan Premier League | 0             | 0             | 0            | 0            | —        | —        | —    | —    | 0         | 0         |
| Astana           | 2011           | Kazakhstan Premier League | 0             | 0             | 0            | 0            | —        | —        | —    | —    | 0         | 0         |
| Astana           | 2012           | Kazakhstan Premier League | 0             | 0             | 0            | 0            | —        | —        | —    | —    | 0         | 0         |
| Astana           | 2013           | Kazakhstan Premier League | 18            | 2             | 2            | 0            | 2        | 0        | 0    | 0    | 22        | 2         |
| Astana           | 2014           | Kazakhstan Premier League | 2             | 0             | 1            | 0            | 0        | 0        | —    | —    | 3         | 0         |
| Astana           | Tổng           | Tổng                      | 20            | 2             | 3            | 0            | 2        | 0        | 0    | 0    | 25        | 2         |
| Okzhetpes (mượn) | 2011           | Kazakhstan First Division | 26            | 0             | 2            | 0            | —        | —        | —    | —    | 28        | 0         |
| Aktobe (mượn)    | 2012           | Kazakhstan Premier League | 15            | 1             | 3            | 0            | 0        | 0        | —    | —    | 18        | 1         |
| Kairat           | 2014           | Kazakhstan Premier League | 6             | 0             | 1            | 0            | 0        | 0        | —    | —    | 7         | 0         |
| Kairat           | 2015           | Kazakhstan Premier League | 19            | 1             | 3            | 0            | 7        | 2        | 0    | 0    | 29        | 3         |
| Kairat           | 2016           | Kazakhstan Premier League | 27            | 4             | 4            | 2            | 4        | 0        | 1    | 0    | 36        | 6         |
| Kairat           | 2017           | Kazakhstan Premier League | 30            | 1             | 2            | 0            | 4        | 0        | 1    | 1    | 37        | 2         |
| Kairat           | 2018           | Kazakhstan Premier League | 25            | 1             | 2            | 1            | 5        | 0        | 1    | 0    | 33        | 2         |
| Kairat           | 2019           | Kazakhstan Premier League | 26            | 0             | 1            | 0            | 4        | 1        | 1    | 0    | 32        | 1         |
| Kairat           | Tổng           | Tổng                      | 133           | 7             | 13           | 3            | 24       | 2        | 4    | 1    | 174       | 14        |
| Orenburg         | 2019–20        | Russian Premier League    | 3             | 0             | 0            | 0            | -        | -        | -    | -    | 3         | 0         |
| Khimki           | 2020–21        | Russian Premier League    | 6             | 0             | 1            | 0            | -        | -        | -    | -    | 7         | 0         |
| Astana           | 2021           | Kazakhstan Premier League | 3             | 0             | 0            | 0            | 0        | 0        | 0    | 0    | 3         | 0         |
| Tổng sự nghiệp   | Tổng sự nghiệp | Tổng sự nghiệp            | 217           | 10            | 22           | 3            | 26       | 3        | 4    | 1    | 239       | 16        |

### Quốc tế
Tính đến ngày 27 tháng 9 năm 2022.
| Đội tuyển quốc gia | Năm       | Trận | Bàn |
| ------------------ | --------- | ---- | --- |
| Kazakhstan         | 2015      | 4    | 2   |
| Kazakhstan         | 2016      | 6    | 0   |
| Kazakhstan         | 2017      | 6    | 1   |
| Kazakhstan         | 2018      | 7    | 0   |
| Kazakhstan         | 2019      | 8    | 1   |
| Kazakhstan         | 2020      | 7    | 1   |
| Kazakhstan         | 2021      | 8    | 1   |
| Kazakhstan         | 2022      | 6    | 0   |
| Tổng cộng          | Tổng cộng | 52   | 6   |

### Bàn thắng quốc tế
Bàn thắng và kết quả của Kazakhstan được liệt kê trước.
| # | Ngày                 | Địa điểm                                                | Đối thủ              | Ghi bàn | Kết quả | GIải đấu                    |
| - | -------------------- | ------------------------------------------------------- | -------------------- | ------- | ------- | --------------------------- |
| 1 | 10 tháng 10 năm 2015 | Astana Arena, Astana, Kazakhstan                        | Hà Lan               | 1–2     | 1–2     | Vòng loại Euro 2016         |
| 2 | 13 tháng 10 năm 2015 | Sân vận động Skonto, Riga, Latvia                       | Latvia               | 1–0     | 1–0     | Vòng loại Euro 2016         |
| 3 | 10 tháng 6 năm 2017  | Sân vận động Trung tâm Almaty, Almaty, Kazakhstan       | Đan Mạch             | 1–2     | 1–3     | Vòng loại World Cup 2018    |
| 4 | 11 tháng 6 năm 2019  | Astana Arena, Nursultan, Kazakhstan                     | San Marino           | 1–0     | 4–0     | Vòng loại Euro 2020         |
| 5 | 4 tháng 9 năm 2020   | Sân vận động LFF, Vilnius, Litva                        | Litva                | 2–0     | 2–0     | UEFA Nations League 2020–21 |
| 6 | 7 tháng 9 năm 2021   | Sân vận động Bilino Polje, Zenica, Bosna và Hercegovina | Bosna và Hercegovina | 1–0     | 2–2     | Vòng loại World Cup 2022    |

## Danh hiệu

### Câu lạc bộ
Kairat
- Kazakhstan Cup (2): 2014, 2015